# Myxödemkoma
Das Myxödemkoma ist die schwerste und eine lebensbedrohliche Verlaufsform der Hypothyreose, das in nicht therapierten Patienten durch verschiedene Auslöser wie u. a. Infektion, Operation oder Trauma, bestimmte Medikamente, Exposition starker Kälte entstehen kann. Es ist heutzutage in Gegenden mit medizinischer Grundversorgung sehr selten.

## Symptome
Die Leitsymptome sind hierbei:
- Hypothermie (Rektaltemperatur teilweise nicht messbar)
- Hypoventilation mit Hypoxie/Hyperkapnie
- Bradykardie und Hypotonie
- Myxödematöse Erscheinung (diese präsentiert sich jedoch nicht in allen Fällen)

## Therapie
Die Therapie besteht hauptsächlich in intravenöser Gabe hochdosierter Schilddrüsenhormone (z. B. Levothyroxin), Corticosteroide und Glucose, Regulation des Wasser- und Elektrolythaushalts, Wiedererwärmung (z. B. mit Hilfe herkömmlicher Decken).